# Scraptia lunulata
Scraptia lunulata es una especie de coleóptero de la familia Scraptiidae.

## Distribución geográfica
Habita en Queensland (Australia).